# Wolfgang Leesch
Wolfgang Leesch (né le 7 juin 1913 à Königshütte, et mort le 9 mars 2006 à Münster) est un historien et archiviste allemand.

## Biographie
Leesch étudie l'histoire, l'allemand et l'anglais à Breslau et à Berlin. En 1937, il obtient son doctorat à l'Université de Breslau avec une thèse sur l'histoire du catholicisme allemand en Silésie au XIXe siècle. De 1937 à 1939, il suit le cours d'archiviste à l'Institut prussien d'archivistique (de) de Berlin-Dahlem.
Il commence sa carrière d'archiviste en 1939 en tant qu'archiviste aux Archives du Reich à Potsdam, où il travaille jusqu'en 1945. Après la guerre, il prend un nouveau départ professionnel en République fédérale en se rendant au service de conseil en archivistique de Westphalie (de) à Münster en 1946. Il y travaille onze ans au total. En 1957, il s'installe aux Archives d'État de Münster, où il prend sa retraite en 1978.
En 1966, Leesch est élu membre à part entière de la Commission historique de Westphalie.

## Travaux
- Die Geschichte des Deutschkatholizismus in Schlesien (1844–1853) unter besonderer Berücksichtigung seiner politischen Haltung. Breslau 1938.
- Adolf Brenneke (de): Archivkunde. Ein Beitrag zur Theorie und Geschichte des europäischen Archivwesens. Bearb. nach Vorlesungsnachschriften und Nachlasspapieren und ergänzt. Mit einer Photographie und einem Lebensbild Adolf Brennekes. Zentralantiquariat der DDR, Leipzig 1953.
- Wolfgang Leesch, Ernest Persoons, Anton G. Weiler (Hrsg.): Monasticon Fratrum Vitae Communis, Band 2: Deutschland, Archives et Bibliothèques de Belgique, Brüssel 1979 (= Archives et Bibliothèques de Belgique / Archief- en Bibliotheekwezen in Belgie, Extranummer 19).
- Geschichte der Steuerverfassung und -verwaltung in Westfalen seit 1815. Bonifatius-Druckerei, Paderborn 1985.
- Verwaltung in Westfalen. 1815–1945. Organisation und Zuständigkeit. Aschendorff, Münster 1992.